# The Northern Trust
The Northern Trust, in passato conosciuto come The Barclays, è un torneo di golf del PGA Tour che si tiene alla fine di agosto; dal 2007 è il primo dei tornei della FedEx Cup. Vi partecipano i primi 125 giocatori della classifica a punti per la FedEx Cup, che si basa sui risultati ottenuti dai giocatori durante la regular season del PGA Tour.

## Storia
Il torneo nacque nel 1967 come Westchester Classic, dal nome dell'impianto dove si svolse fino al 2007, il Westchester Country Club; si teneva a giugno, nella settimana che precedeva o seguiva gli U.S. Open. Nel corso degli anni assunse varie denominazioni, finché nel 2007 assunse il nome The Barclays e divenne il primo torneo della FedEx Cup; a partire dall'edizione del 2017, il nome del torneo è The Northern Trust. L'impianto varia a partire dall'edizione 2008 ed è scelto tra quelli dell'area metropolitana di New York.

## Vincitori
| Anno                                      | Vincitore                   | Nazione                     | Punteggio                   | Differenza dal par          | Margine di vittoria         | Secondo classificato                                    | Primo premio ($)            | Montepremi ($)              | Località                          |
| FedEx St. Jude Championship               | FedEx St. Jude Championship | FedEx St. Jude Championship | FedEx St. Jude Championship | FedEx St. Jude Championship | FedEx St. Jude Championship | FedEx St. Jude Championship                             | FedEx St. Jude Championship | FedEx St. Jude Championship | FedEx St. Jude Championship       |
| ----------------------------------------- | --------------------------- | --------------------------- | --------------------------- | --------------------------- | --------------------------- | ------------------------------------------------------- | --------------------------- | --------------------------- | --------------------------------- |
| 2024                                      | Hideki Matsuyama            | Giappone                    | 263                         | −17                         | 2 colpi                     | Xander Schauffele Viktor Hovland                        | 3,600,000                   | 20,000,000                  | TPC Southwind                     |
| 2023                                      | Lucas Glover                | Stati Uniti                 | 265                         | −15                         | Playoff                     | Patrick Cantlay                                         | 3,600,000                   | 20,000,000                  | TPC Southwind                     |
| 2022                                      | Will Zalatoris              | Stati Uniti                 | 265                         | −15                         | Playoff                     | Sepp Straka                                             | 2,700,000                   | 15,000,000                  | TPC Southwind                     |
| The Northern Trust                        |                             |                             |                             |                             |                             |                                                         |                             |                             |                                   |
| 2021                                      | Tony Finau                  | Stati Uniti                 | 264                         | −20                         | Playoff                     | Cameron Smith                                           | 1.710.000                   | 9.500.000                   | Liberty National                  |
| 2020                                      | Dustin Johnson (3)          | Stati Uniti                 | 254                         | −30                         | 11 colpi                    | Harris English                                          | 1.710.000                   | 9.500.000                   | TPC Boston                        |
| 2019                                      | Patrick Reed (2)            | Stati Uniti                 | 268                         | −16                         | 1 colpo                     | Abraham Ancer                                           | 1.665.000                   | 9.250.000                   | Liberty National Golf Club        |
| 2018                                      | Bryson DeChambeau           | Stati Uniti                 | 266                         | −18                         | 4 colpi                     | Tony Finau                                              | 1.620.000                   | 9.000.000                   | Ridgewood Country Club            |
| 2017                                      | Dustin Johnson (2)          | Stati Uniti                 | 267                         | −13                         | Playoff                     | Jordan Spieth                                           | 1.575.000                   | 8.750.000                   | Glen Oaks Club                    |
| The Barclays                              |                             |                             |                             |                             |                             |                                                         |                             |                             |                                   |
| 2016                                      | Patrick Reed (1)            | Stati Uniti                 | 275                         | −9                          | 1 colpo                     | Emiliano Grillo Sean O'Hair                             | 1.530.000                   | 8.500.000                   | Bethpage State Park, Black Course |
| 2015                                      | Jason Day                   | Australia                   | 261                         | −19                         | 6 colpi                     | Henrik Stenson                                          | 1.485.000                   | 8.250.000                   | Plainfield Country Club           |
| 2014                                      | Hunter Mahan                | Stati Uniti                 | 270                         | −14                         | 2 colpi                     | Stuart Appleby Jason Day Cameron Tringale               | 1.440.000                   | 8.000.000                   | Ridgewood Country Club            |
| 2013                                      | Adam Scott                  | Australia                   | 273                         | −11                         | 1 colpo                     | Graham DeLaet Justin Rose Gary Woodland Tiger Woods     | 1.440.000                   | 8.000.000                   | Liberty National Golf Club        |
| 2012                                      | Nick Watney                 | Stati Uniti                 | 274                         | −10                         | 3 colpi                     | Brandt Snedeker                                         | 1.440.000                   | 8.000.000                   | Bethpage State Park, Black Course |
| 2011                                      | Dustin Johnson (1)          | Stati Uniti                 | 194^                        | −19                         | 2 colpi                     | Matt Kuchar                                             | 1.440.000                   | 8.000.000                   | Plainfield Country Club           |
| 2010                                      | Matt Kuchar                 | Stati Uniti                 | 272                         | −12                         | Playoff                     | Martin Laird                                            | 1.350.000                   | 7.500.000                   | Ridgewood Country Club            |
| 2009                                      | Heath Slocum                | Stati Uniti                 | 275                         | −9                          | 1 colpo                     | Ernie Els Pádraig Harrington Steve Stricker Tiger Woods | 1.350.000                   | 7.500.000                   | Liberty National Golf Club        |
| 2008                                      | Vijay Singh (4)             | Figi                        | 276                         | −8                          | Playoff                     | Sergio García Kevin Sutherland                          | 1.260.000                   | 7.000.000                   | Ridgewood Country Club            |
| 2007                                      | Steve Stricker              | Stati Uniti                 | 268                         | −16                         | 2 colpi                     | K. J. Choi                                              | 1.260.000                   | 7.000.000                   | Westchester Country Club          |
| Barclays Classic                          |                             |                             |                             |                             |                             |                                                         |                             |                             |                                   |
| 2006                                      | Vijay Singh (3)             | Figi                        | 274                         | −10                         | 2 colpi                     | Adam Scott                                              | 1.035.000                   | 5.750.000                   | Westchester Country Club          |
| 2005                                      | Pádraig Harrington          | Irlanda                     | 274                         | −10                         | 1 colpo                     | Jim Furyk                                               | 1.035.000                   | 5.750.000                   | Westchester Country Club          |
| Buick Classic                             |                             |                             |                             |                             |                             |                                                         |                             |                             |                                   |
| 2004                                      | Sergio García (2)           | Spagna                      | 272                         | −12                         | Playoff                     | Pádraig Harrington Rory Sabbatini                       | 945.000                     | 5.250.000                   | Westchester Country Club          |
| 2003                                      | Jonathan Kaye               | Stati Uniti                 | 271                         | −13                         | Playoff                     | John Rollins                                            | 900.000                     | 5.000.000                   | Westchester Country Club          |
| 2002                                      | Chris Smith                 | Stati Uniti                 | 272                         | −12                         | 2 colpi                     | David Gossett Pat Perez Loren Roberts                   | 630.000                     | 3.500.000                   | Westchester Country Club          |
| 2001                                      | Sergio García               | Spagna                      | 268                         | −16                         | 3 colpi                     | Scott Hoch                                              | 630.000                     | 3.500.000                   | Westchester Country Club          |
| 2000                                      | Dennis Paulson              | Stati Uniti                 | 276                         | −8                          | Playoff                     | David Duval                                             | 540.000                     | 3.000.000                   | Westchester Country Club          |
| 1999                                      | Duffy Waldorf               | Stati Uniti                 | 276                         | −8                          | Playoff                     | Dennis Paulson                                          | 450.000                     | 2.500.000                   | Westchester Country Club          |
| 1998                                      | J. P. Hayes                 | Stati Uniti                 | 201^                        | −12                         | Playoff                     | Jim Furyk                                               | 324.000                     | 1.800.000                   | Westchester Country Club          |
| 1997                                      | Ernie Els (2)               | Sudafrica                   | 268                         | −16                         | 2 colpi                     | Jeff Maggert                                            | 270.000                     | 1.500.000                   | Westchester Country Club          |
| 1996                                      | Ernie Els                   | Sudafrica                   | 271                         | −13                         | 8 colpi                     | Steve Elkington Tom Lehman Jeff Maggert Craig Parry     | 216.000                     | 1.200.000                   | Westchester Country Club          |
| 1995                                      | Vijay Singh (2)             | Figi                        | 278                         | −6                          | Playoff                     | Doug Martin                                             | 216.000                     | 1.200.000                   | Westchester Country Club          |
| 1994                                      | Lee Janzen                  | Stati Uniti                 | 268                         | −16                         | 3 colpi                     | Ernie Els                                               | 216.000                     | 1.200.000                   | Westchester Country Club          |
| 1993                                      | Vijay Singh                 | Figi                        | 280                         | −4                          | Playoff                     | Mark Wiebe                                              | 180.000                     | 1.000.000                   | Westchester Country Club          |
| 1992                                      | David Frost                 | Sudafrica                   | 268                         | −16                         | 8 colpi                     | Duffy Waldorf                                           | 180.000                     | 1.000.000                   | Westchester Country Club          |
| 1991                                      | Billy Andrade               | Stati Uniti                 | 273                         | −11                         | 2 colpi                     | Brad Bryant                                             | 180.000                     | 1.000.000                   | Westchester Country Club          |
| 1990                                      | Hale Irwin                  | Stati Uniti                 | 269                         | −15                         | 2 colpi                     | Paul Azinger                                            | 180.000                     | 1.000.000                   | Westchester Country Club          |
| Manufacturers Hanover Westchester Classic |                             |                             |                             |                             |                             |                                                         |                             |                             |                                   |
| 1989                                      | Wayne Grady                 | Australia                   | 277                         | −7                          | Playoff                     | Ronnie Black                                            | 180.000                     | 1.000.000                   | Westchester Country Club          |
| 1988                                      | Seve Ballesteros (2)        | Spagna                      | 276                         | −8                          | Playoff                     | David Frost Ken Green Greg Norman                       | 126.000                     | 700.000                     | Westchester Country Club          |
| 1987                                      | J. C. Snead                 | Stati Uniti                 | 276                         | −8                          | Playoff                     | Seve Ballesteros                                        | 108.000                     | 600.000                     | Westchester Country Club          |
| 1986                                      | Bob Tway                    | Stati Uniti                 | 272                         | −12                         | 1 colpo                     | Willie Wood                                             | 108.000                     | 600.000                     | Westchester Country Club          |
| 1985                                      | Roger Maltbie               | Stati Uniti                 | 275                         | −9                          | Playoff                     | George Burns Raymond Floyd                              | 90.000                      | 500.000                     | Westchester Country Club          |
| 1984                                      | Scott Simpson               | Stati Uniti                 | 269                         | −15                         | 5 colpi                     | David Graham Jay Haas Mark O'Meara                      | 90.000                      | 500.000                     | Westchester Country Club          |
| 1983                                      | Seve Ballesteros            | Spagna                      | 276                         | −8                          | 2 colpi                     | Andy Bean Craig Stadler                                 | 81.000                      | 450.000                     | Westchester Country Club          |
| 1982                                      | Bob Gilder                  | Stati Uniti                 | 261                         | −19                         | 5 colpi                     | Peter Jacobsen Tom Kite                                 | 72.000                      | 400.000                     | Westchester Country Club          |
| 1981                                      | Raymond Floyd               | Stati Uniti                 | 275                         | −9                          | 1 colpo                     | Bobby Clampett Gibby Gilbert Craig Stadler              | 72.000                      | 400.000                     | Westchester Country Club          |
| 1980                                      | Curtis Strange              | Stati Uniti                 | 273                         | −11                         | 2 colpi                     | Gibby Gilbert                                           | 72.000                      | 400.000                     | Westchester Country Club          |
| 1979                                      | Jack Renner                 | Stati Uniti                 | 277                         | −7                          | 1 colpo                     | David Graham Howard Twitty                              | 72.000                      | 400.000                     | Westchester Country Club          |
| American Express Westchester Classic      |                             |                             |                             |                             |                             |                                                         |                             |                             |                                   |
| 1978                                      | Lee Elder                   | Stati Uniti                 | 274                         | −10                         | 1 colpo                     | Mark Hayes                                              | 60.000                      | 300.000                     | Westchester Country Club          |
| 1977                                      | Andy North                  | Stati Uniti                 | 272                         | −12                         | 2 colpi                     | George Archer                                           | 60.000                      | 300.000                     | Westchester Country Club          |
| 1976                                      | David Graham                | Australia                   | 272                         | −12                         | 3 colpi                     | Ben Crenshaw Tom Watson Fuzzy Zoeller                   | 60.000                      | 300.000                     | Westchester Country Club          |
| Westchester Classic                       |                             |                             |                             |                             |                             |                                                         |                             |                             |                                   |
| 1975                                      | Gene Littler                | Stati Uniti                 | 271                         | −17                         | Playoff                     | Julius Boros                                            | 50.000                      | 250.000                     | Westchester Country Club          |
| 1974                                      | Johnny Miller               | Stati Uniti                 | 269                         | −19                         | 2 colpi                     | Don Bies                                                | 50.000                      | 250.000                     | Westchester Country Club          |
| 1973                                      | Bobby Nichols               | Stati Uniti                 | 272                         | −16                         | Playoff                     | Bob Murphy                                              | 50.000                      | 250.000                     | Westchester Country Club          |
| 1972                                      | Jack Nicklaus (2)           | Stati Uniti                 | 270                         | −18                         | 3 colpi                     | Jim Colbert                                             | 50.000                      | 250.000                     | Westchester Country Club          |
| 1971                                      | Arnold Palmer               | Stati Uniti                 | 270                         | −18                         | 5 colpi                     | Gibby Gilbert Hale Irwin                                | 50.000                      | 250.000                     | Westchester Country Club          |
| 1970                                      | Bruce Crampton              | Australia                   | 273                         | −15                         | 1 colpo                     | Larry Hinson Jack Nicklaus                              | 50.000                      | 250.000                     | Westchester Country Club          |
| 1969                                      | Frank Beard                 | Stati Uniti                 | 275                         | −13                         | 1 colpo                     | Bert Greene                                             | 50.000                      | 250.000                     | Westchester Country Club          |
| 1968                                      | Julius Boros                | Stati Uniti                 | 272                         | −16                         | 1 colpo                     | Bob Murphy Jack Nicklaus Dan Sikes                      | 50.000                      | 250.000                     | Westchester Country Club          |
| 1967                                      | Jack Nicklaus               | Stati Uniti                 | 272                         | −16                         | 1 colpo                     | Dan Sikes                                               | 50.000                      | 250.000                     | Westchester Country Club          |

PO Indica una vittoria al playoff

^ Indica un accorciamento a 54 buche dovuto al meteo

Nota: In verde i punteggi record.

Fonti:

## Vincitori di più edizioni
Al 2020, 7 giocatori hanno vinto il torneo in più di una occasione.
- 4 vittorie
  - Vijay Singh: 1993, 1995, 2006, 2008
- 3 vittorie
  - Dustin Johnson: 2011, 2017, 2020
- 2 vittorie
  - Jack Nicklaus: 1967, 1972
  - Seve Ballesteros: 1983, 1988
  - Ernie Els: 1996, 1997
  - Sergio García: 2001, 2004
  - Patrick Reed: 2016, 2019